# Lista de cruzadores da Austrália

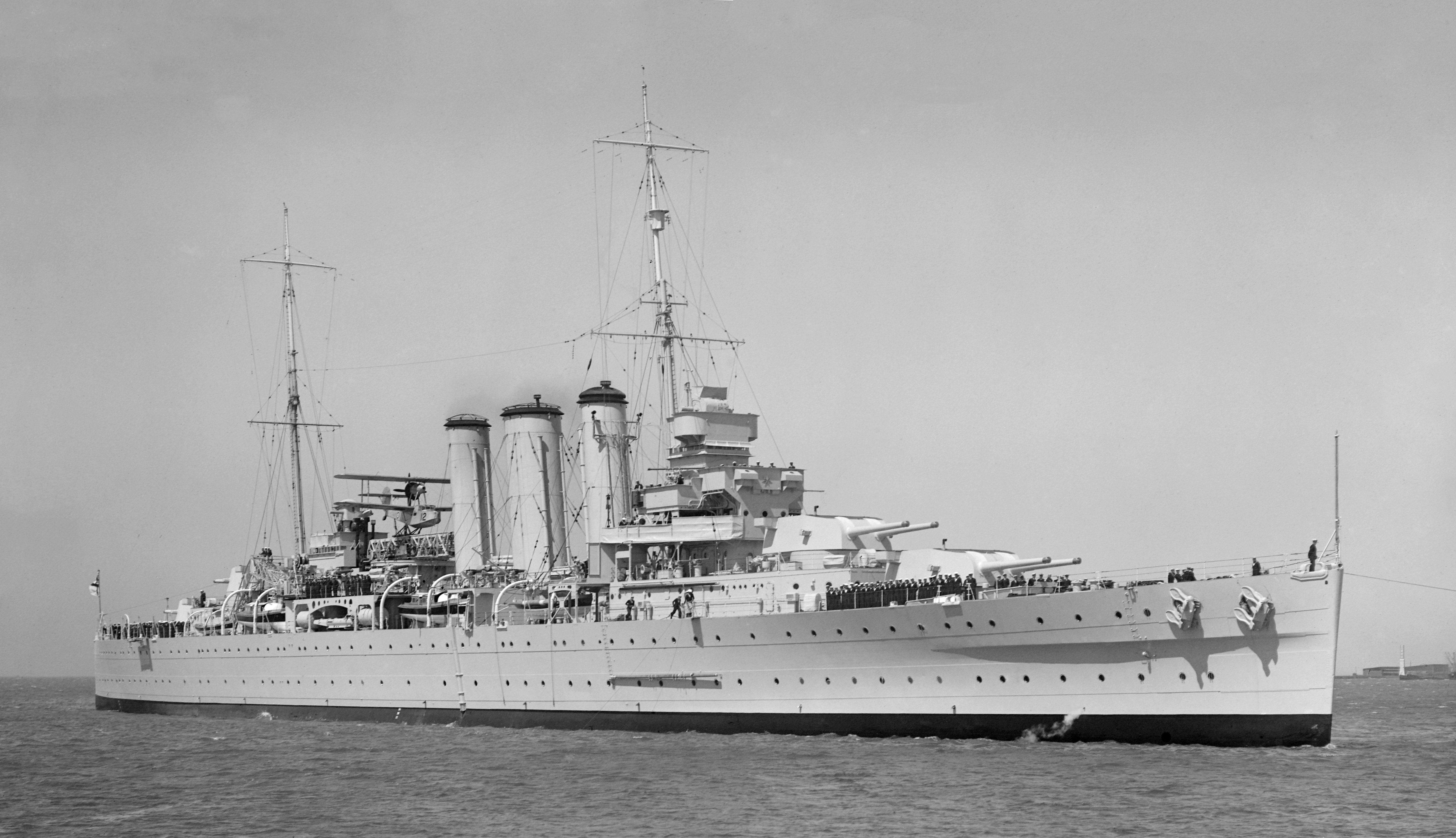
O HMAS Australia em outubro de 1937, um dos três cruzadores pesados operados pela Austrália

A Marinha Real Australiana operou uma série de cruzadores de diferentes tipos entre as décadas de 1910 e 1950. O primeiro foi o cruzador protegido HMAS Encounter, seguido por dois membros da Classe Pelorus. A Marinha Real em seguida operou o cruzador de batalha HMAS Australia, adquirido como parte de um esquema do Almirantado Britânico para fortalecer as defesas navais dos domínios de além-mar. Ao mesmo tempo, três cruzadores rápidos da Classe Town também foram adquiridos, com uma quarta unidade entrando em serviço alguns anos depois. Dois cruzadores pesados da Classe County e depois três cruzadores rápidos da Classe Leander foram adquiridos para substituir os cruzadores mais antigos, com um terceiro membro da Classe County sendo transferido da Marinha Real Britânica depois da perda de um dos cruzadores originais.
Os cruzadores australianos realizaram principalmente operações de patrulhas e escoltas de comboios pelos Oceanos Pacíficos, Atlântico e Índico e no Mar do Norte durante a Primeira Guerra Mundial, mas o HMAS Sydney da Classe Town derrotou o cruzador rápido alemão SMS Emden na Batalha de Cocos em 1914. Após a guerra, o Australia, o Encounter e o HMAS Pioneer foram deliberadamente afundados, enquanto os primeiros três membros da Classe Town foram desmontados. A Segunda Guerra Mundial começou em 1939 e as embarcações envolveram-se em várias operações na Campanha do Mediterrâneo e Campanha do Pacífico. O HMAS Sydney da Classe Leander foi afundado em 1941 em um confronto contra o corsário alemão Kormoran, enquanto no ano seguinte o HMAS Perth foi afundado na Batalha do Estreito de Sunda e o HMAS Canberra na Batalha da Ilha Savo por forças japonesas. Os navios sobreviventes continuaram servindo e foram desmontados nas décadas após o fim da guerra.
| Armas principais | Número e tamanho dos canhões da bateria principal         |
| Deslocamento     | Deslocamento do navio totalmente carregado                |
| Propulsão        | Número e tipo do sistema de propulsão e velocidade máxima |
| Batimento        | Data em que o batimento de quilha ocorreu                 |
| Lançamento       | Data em que o navio foi lançado ao mar                    |
| Comissionamento  | Data em que o navio foi comissionado em serviço           |
| Destino          | Fim que o navio teve                                      |

## Cruzadores protegidos

### HMASEncounter

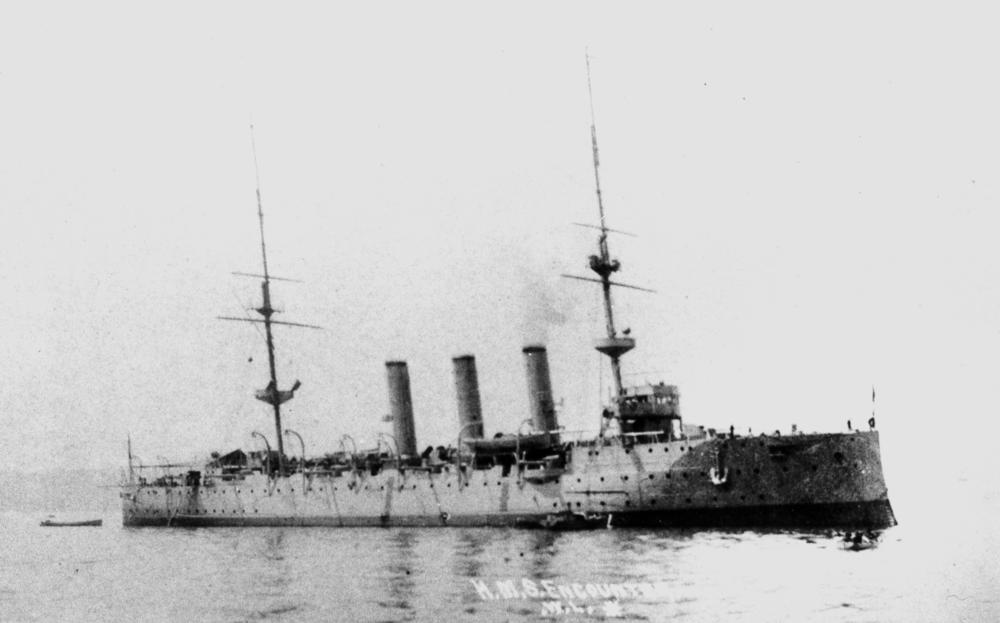
O HMAS Encounter

O HMAS Encounter era um cruzador protegido membro da Classe Challenger, originalmente comissionado em 1905 na Marinha Real Britânica como o HMS Encounter. O projeto da Classe Challenger era, essencialmente, uma repetição da predecessora Classe Eclipse e foi originalmente classificada como cruzadores de segunda classe. As principais diferenças em relação à classe anterior foram a adoção de uma bateria uniforme de canhões de 152 milímetros e instalação de um sistema de propulsão mais potente.
O navio passou sua carreira britânica na Esquadra Australiana até julho de 1912, quando foi transferido e comissionado na Marinha Real Australiana como um empréstimo. A Primeira Guerra Mundial começou em 1914 e o Encounter fez parte da força de ocupação da Nova Guiné Alemã, dando suporte de artilharia para tropas em terra e capturando algumas embarcações alemãs. Pelo restante da guerra realizou patrulhas pela Austrália e outras regiões do Sudeste Asiático, também escoltando alguns comboios. Após a guerra foi usado como navio-escola e transferido em definitivo para a Marinha Real Australiana em 1919. Foi colocado na reserva 1920 e transformado em um navio-depósito em 1923, sendo renomeado para HMAS Penguin. Foi descomissionado em 1929 e deliberadamente afundado em setembro de 1932.
| Navio          | Armas principais | Deslocamento | Propulsão                                     | Serviço         | Serviço       | Serviço         | Serviço          |
| Navio          | Armas principais | Deslocamento | Propulsão                                     | Batimento       | Lançamento    | Comissionamento | Destino          |
| -------------- | ---------------- | ------------ | --------------------------------------------- | --------------- | ------------- | --------------- | ---------------- |
| HMAS Encounter | 11 × 152 mm      | 5 970 t      | 2 motores de tripla-expansão 21 nós (39 km/h) | janeiro de 1901 | junho de 1902 | julho de 1912   | Afundado em 1932 |

### ClassePelorus

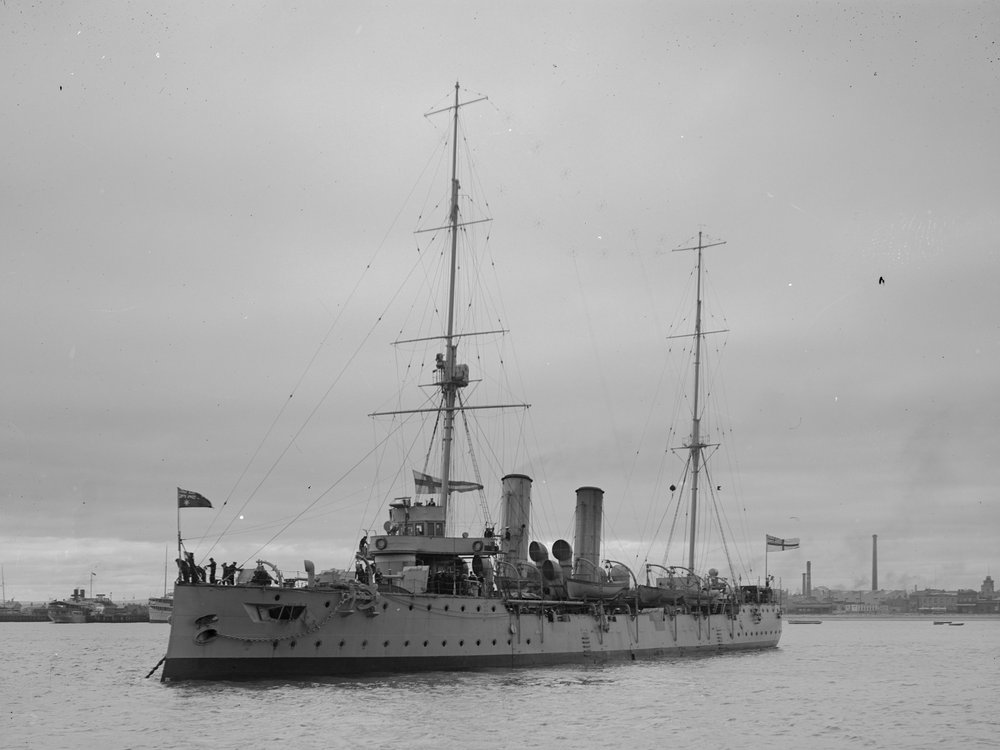
O HMAS Pioneer na década de 1910

O HMAS Pioneer e HMAS Psyche eram membros da Classe Pelorus, originalmente comissionados na Marinha Real Britânica como HMS Pionner e HMS Psyche. Foram baseados na predecessora Classe Pearl, mas ligeiramente menores e com um armamento mais fraco. Tinham um maquinário mais potente e linhas do casco mais refinadas a fim de alcançarem uma velocidade máxima mais elevada.
Os dois navios tiveram inícios de carreira tranquilos junto da Marinha Real Britânica, atuando no Mar Mediterrâneo e na América do Norte e Caribe. O Pioneer foi entregue à Marinha Real Australiana em 1912, enquanto o Psyche foi inicialmente emprestado em 1915. Os dois atuaram na Primeira Guerra Mundial, inicialmente nas funções de escolta de comboios de tropas e também em patrulhas em busca de corsários alemães. O Pioneer foi colocado para bloquear a África Oriental Alemã no final de 1914 e depois deu suporte para a Campanha da África Oriental, onde permaneceu até ser descomissionado em 1916. O Psyche atuou no Oceano Índico e próximo da China, sendo tirado de serviço em 1918. O Pioneer foi deliberadamente afundado próximo de Sydney em fevereiro de 1931, já o Psyche tinha sido vendido em 1922 para uso como cargueiro de madeira, função que exerceu até afundar durante uma tempestade em 1940.
| Navio        | Armas principais | Deslocamento | Propulsão                                      | Serviço          | Serviço       | Serviço         | Serviço          |
| Navio        | Armas principais | Deslocamento | Propulsão                                      | Batimento        | Lançamento    | Comissionamento | Destino          |
| ------------ | ---------------- | ------------ | ---------------------------------------------- | ---------------- | ------------- | --------------- | ---------------- |
| HMAS Pioneer | 8 × 102 mm       | 2 135 t      | 2 motores de tripla-expansão; 18 nós (33 km/h) | dezembro de 1897 | junho de 1899 | março de 1913   | Afundado em 1931 |
| HMAS Psyche  | 8 × 102 mm       | 2 135 t      | 2 motores de tripla-expansão; 18 nós (33 km/h) | novembro de 1897 | julho de 1898 | julho de 1915   | Afundou em 1940  |

## Cruzadores de batalha

### HMASAustralia

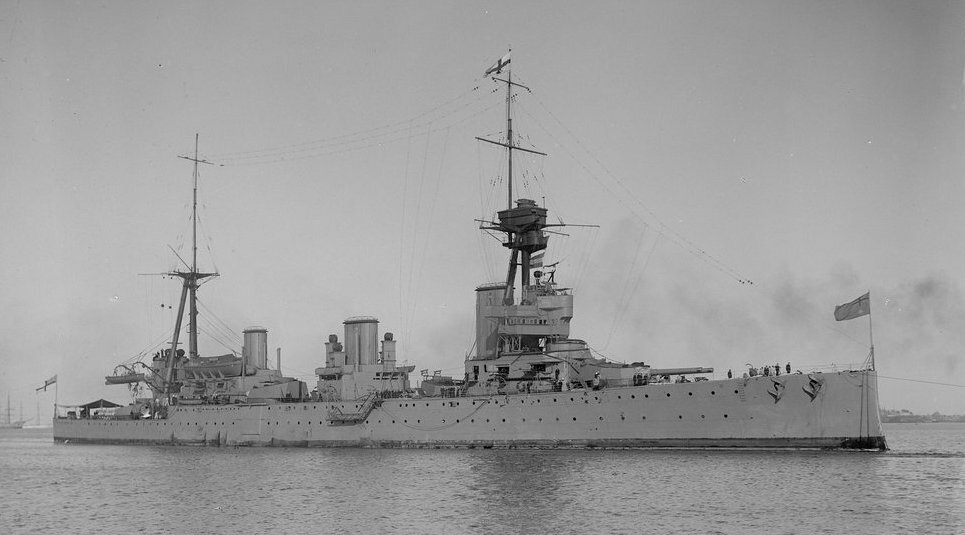
O HMAS Australia em 1914

O HMAS Australia era um cruzador de batalha membro da Classe Indefatigable. O projeto desta era uma versão aprimorada da Classe Invincible, mas com maior autonomia e melhores arcos de disparo para as torres de artilharia de meia-nau. A Marinha Real Australiana adquiriu o navio como parte de um esquema concebido pelo Almirantado Britânico para fortalecer a defesa naval dos domínios, em que estes eram encorajados a adquirir a chamadas "Unidades de Frota" compostas por um cruzador de batalha, três cruzadores rápidos, seis contratorpedeiros e três submarinos. A Austrália acabou sendo o único domínio a adquirir uma Unidade de Frota completa.
O Australia serviu tranquilamente durante os tempos de paz, fazendo viagens entre vários portos australianos. A Primeira Guerra Mundial começou em 1914 e ele foi inicialmente colocado à procura da Esquadra do Sudeste Asiático alemã. Foi transferido no início do ano seguinte para atuar na Grande Frota britânica, passando o restante da guerra patrulhando o Mar do Norte e realizando exercícios de rotina, nunca entrando em combate. Voltou para a Austrália ao final do conflito, porém cortes orçamentários na Marinha Real logo fizeram a embarcação ser reduzida a um navio-escola. Foi tirado de serviço no final de 1921 e depois deliberadamente afundado próximo de Sydney em abril de 1924.
| Navio          | Armas principais | Deslocamento | Propulsão                            | Serviço       | Serviço         | Serviço         | Serviço          |
| Navio          | Armas principais | Deslocamento | Propulsão                            | Batimento     | Lançamento      | Comissionamento | Destino          |
| -------------- | ---------------- | ------------ | ------------------------------------ | ------------- | --------------- | --------------- | ---------------- |
| HMAS Australia | 8 × 305 mm       | 22 490 t     | 2 turbinas a vapor; 25 nós (46 km/h) | junho de 1910 | outubro de 1911 | junho de 1913   | Afundado em 1924 |

## Cruzadores rápidos

### Classe Town

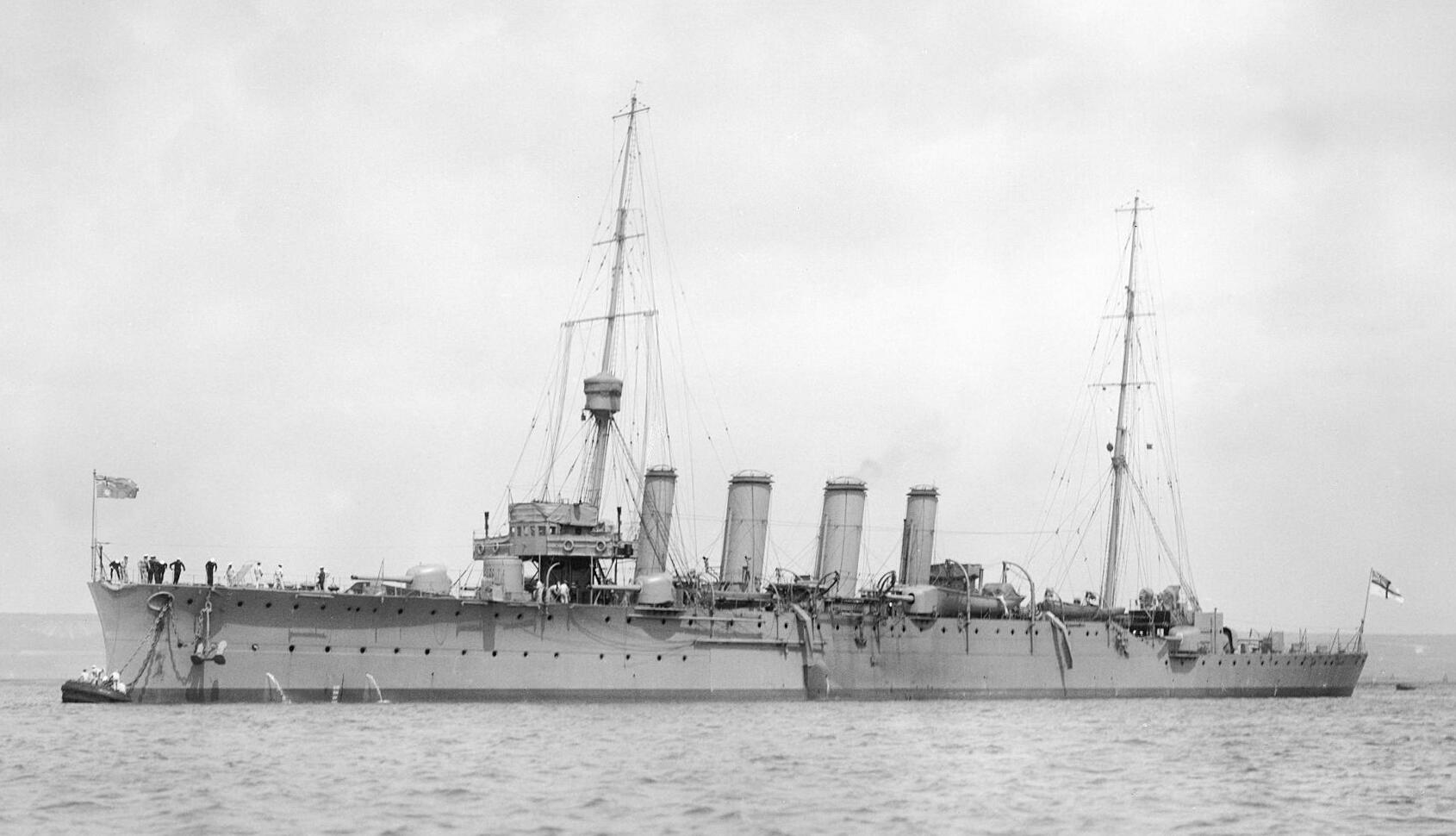
O HMAS Sydney em 1913

O HMAS Melbourne, HMAS Sydney e HMAS Brisbane eram membros da Subclasse Chatham da Classe Town, enquanto o HMAS Adelaide era membro da Subclasse Birmingham. A Subclasse Chatham foi desenvolvida a fim de retificar problemas das subclasses anteriores, possuindo um castelo da proa mais cumprido para melhor navegabilidade e um cinturão de blindagem mais espesso. O Melbourne e o Sydney foram construídos no Reino Unido, enquanto o Brisbane foi construído na Austrália com auxílio britânico. A Subclasse Birmingham diferia de sua predecessora apenas na adição de um canhão a mais de 152 milímetros no castelo da proa. O Adelaide também foi construído na Austrália, porém suas obras foram muito adiadas devido à Primeira Guerra Mundial.
O Melbourne e o Sydney tiveram carreiras tranquilas em tempos de paz. Com o início da Primeira Guerra Mundial, os dois foram colocados na escolta de comboios e se envolveram na captura de várias colônias alemãs no Oceano Pacífico, com o Sydney derrotando o cruzador rápido alemão SMS Emden na Batalha de Cocos em novembro de 1914. Depois disso eles passaram o restante da guerra patrulhando o Oceano Atlântico e Mar do Norte. Já o Brisbane passou a maior parte de seu serviço na guerra patrulhando o Oceano Índico. O Melbourne e o Sydney foram desmontados no final da década de 1920, enquanto o Brisbane ficou entrando e saindo de serviço ativo pela mais de década seguinte até ser desmontado em 1936. A construção do Adelaide foi atrasada pela guerra e só entrou em serviço após o fim do conflito, atuando no período entreguerras principalmente como um navio-escola. Durante a Segunda Guerra Mundial foi usado para escoltar comboios e patrulhar as águas ao redor da Austrália e Oceano Índico, sendo tirado de serviço em 1946 e desmontado em 1949.
| Navio          | Armas principais | Deslocamento | Propulsão                           | Serviço           | Serviço          | Serviço         | Serviço            |
| Navio          | Armas principais | Deslocamento | Propulsão                           | Batimento         | Lançamento       | Comissionamento | Destino            |
| -------------- | ---------------- | ------------ | ----------------------------------- | ----------------- | ---------------- | --------------- | ------------------ |
| HMAS Melbourne | 8 × 152 mm       | 6 100 t      | 2 turbinas a vapor 25 nós (46 km/h) | abril de 1911     | maio de 1912     | janeiro de 1913 | Desmontado em 1928 |
| HMAS Sydney    | 8 × 152 mm       | 6 100 t      | 2 turbinas a vapor 25 nós (46 km/h) | fevereiro de 1911 | agosto de 1912   | junho de 1913   | Desmontado em 1929 |
| HMAS Brisbane  | 8 × 152 mm       | 6 100 t      | 2 turbinas a vapor 25 nós (46 km/h) | janeiro de 1913   | setembro de 1915 | outubro de 1916 | Desmontado em 1936 |
| HMAS Adelaide  | 9 × 152 mm       | 6 260 t      | 2 turbinas a vapor 25 nós (46 km/h) | novembro de 1915  | julho de 1918    | agosto de 1922  | Desmontado em 1949 |

### ClasseLeander

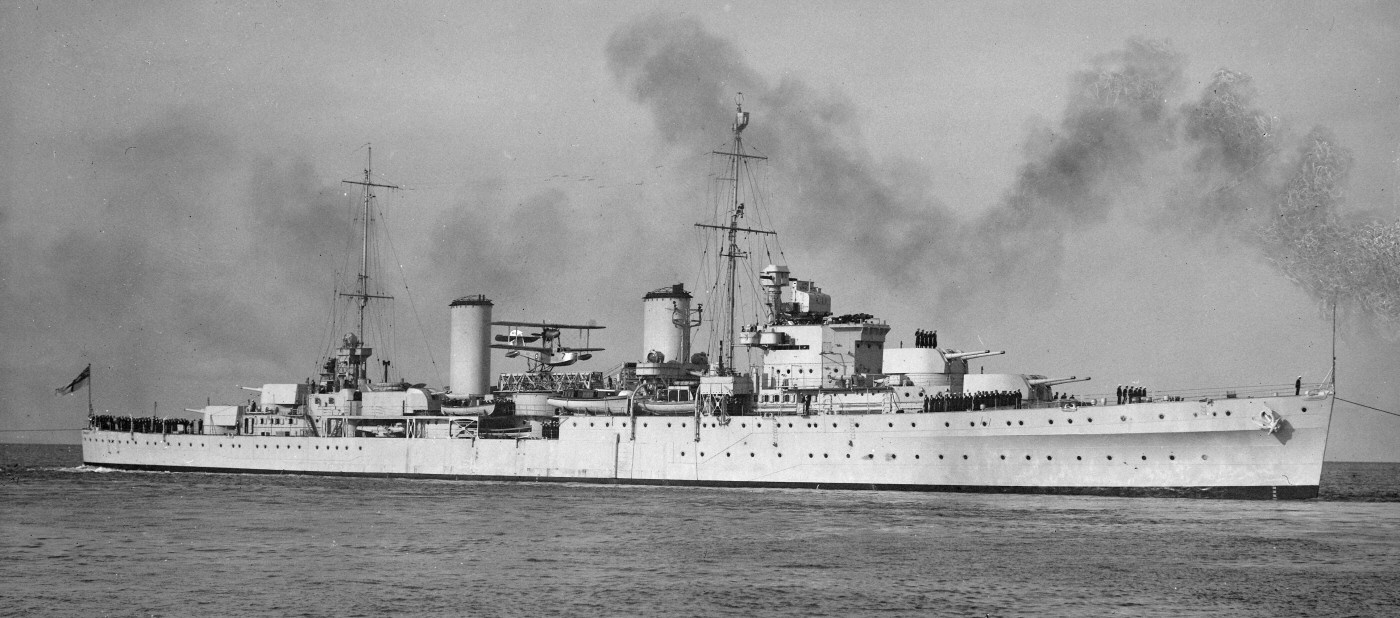
O HMAS Hobart c. 1938–1939

O HMAS Sydney, HMAS Hobart e HMAS Perth eram membros da Classe Leander. O projeto foi baseado nos cruzadores pesados da Classe York e tinham a intenção de serem versáteis para atuarem em diferentes funções. Os navios australianos eram de um projeto levemente modificado, com a principal diferença sendo um arranjo diferente das salas de máquinas, o que causou dimensões um pouco maiores e a adição de uma segunda chaminé. As embarcações foram originalmente encomendadas para a Marinha Real Britânica como HMS Phaeton, HMS Apollo e HMS Amphion, respectivamente. O Sydney foi adquirido pela Marinha Real Australiana ainda durante a construção, enquanto os outros dois navios foram adquiridos depois de alguns anos de serviço britânico.
O Sydney e o Hobart escoltaram comboios pelo Sudeste Asiático e Oceano Índico no início da Segunda Guerra Mundial, enquanto o Perth inicialmente ficou em patrulha no Caribe. O Sydney foi para o Mar Mediterrâneo em 1940 e afundou o cruzador rápido italiano Bartolomeo Colleoni na Batalha do Cabo Spada. Foi substituído pelo Perth no início de 1941 e voltou para casa, enquanto o Perth foi substituído pelo Hobart em meados do mesmo ano e também voltou para casa. O Sydney foi afundado em novembro de 1941 depois de um confronto com o corsário alemão Kormoran. Com o início da Campanha do Pacífico, o Hobart e o Perth foram convocados para participar, porém este foi afundado em março de 1942 na Batalha do Estreito de Sunda. O Hobart participou então da Batalha do Mar de Coral e de ações na Campanha de Guadalcanal até ser torpedeado por um submarino japonês em meados de 1943, permanecendo em reparos até o início de 1945. Ao voltar ao serviço deu auxilio para operações da Campanha de Bornéu. Foi descomissionado depois da guerra em 1947 e permaneceu inativo até ser desmontado em 1962.
| Navio       | Armas principais | Deslocamento | Propulsão                           | Serviço        | Serviço          | Serviço          | Serviço            |
| Navio       | Armas principais | Deslocamento | Propulsão                           | Batimento      | Lançamento       | Comissionamento  | Destino            |
| ----------- | ---------------- | ------------ | ----------------------------------- | -------------- | ---------------- | ---------------- | ------------------ |
| HMAS Sydney | 8 × 152 mm       | 9 290 t      | 4 turbinas a vapor 32 nós (59 km/h) | julho de 1933  | setembro de 1934 | setembro de 1935 | Afundado em 1941   |
| HMAS Hobart | 8 × 152 mm       | 9 290 t      | 4 turbinas a vapor 32 nós (59 km/h) | agosto de 1933 | outubro de 1934  | setembro de 1938 | Desmontado em 1962 |
| HMAS Perth  | 8 × 152 mm       | 9 290 t      | 4 turbinas a vapor 32 nós (59 km/h) | junho de 1933  | julho de 1934    | junho de 1939    | Afundado em 1942   |

## Cruzadores pesados

### Classe County

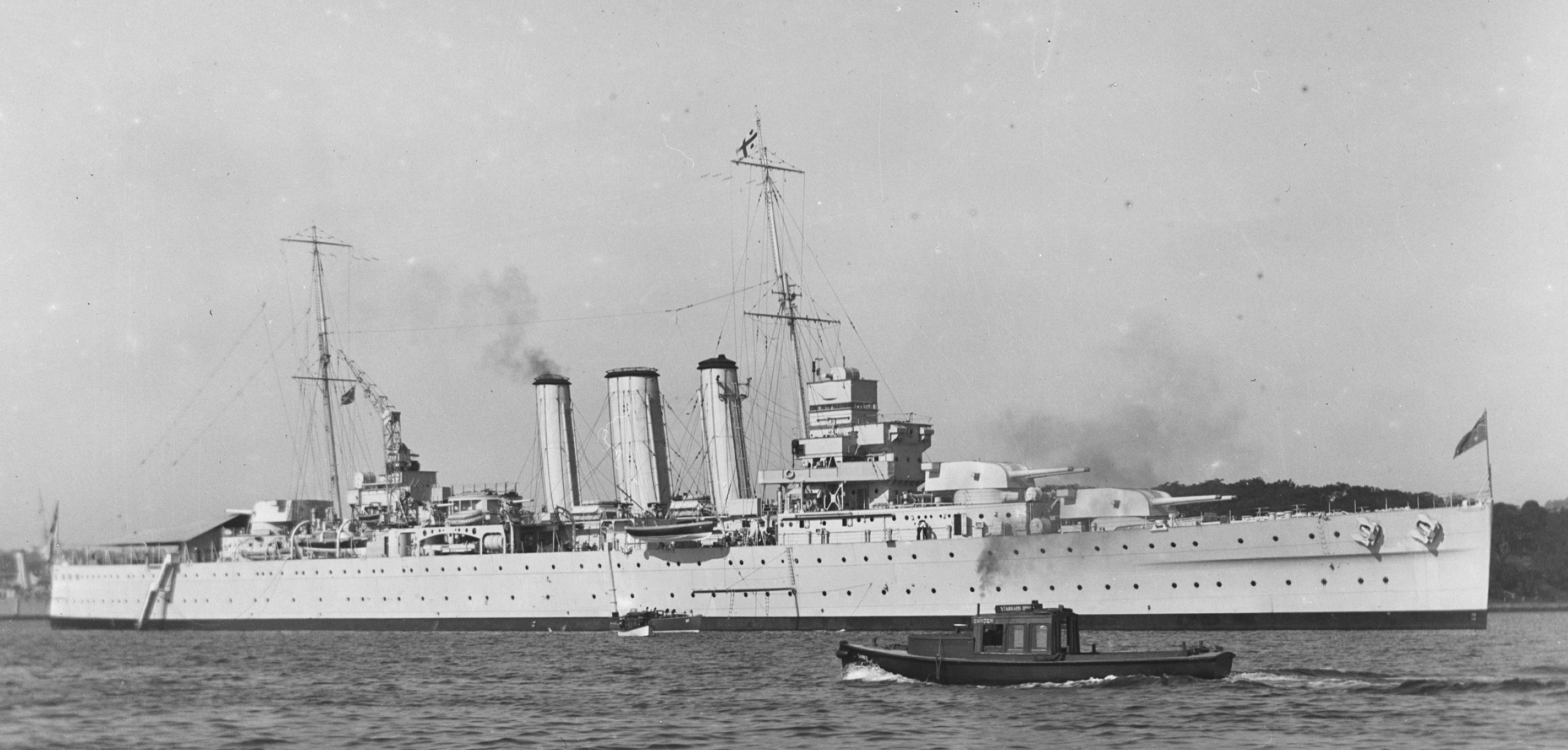
O HMAS Canberra em 1932

O HMAS Australia e o HMAS Canberra eram membros da Subclasse Kent da Classe County, enquanto o HMAS Shropshire era membro da Subclasse London. A Classe County foi desenvolvida para aderir aos termos do Tratado Naval de Washington, porém os projetistas tiveram dificuldades para acomodar os níveis desejados de velocidade, armamento, proteção e autonomia dentro dos limites de deslocamento na Subclasse Kent, assim a potência foi diminuída ligeiramente para que o mínimo de proteção fosse adicionada ao cinturão principal e convés. O projeto da Subclasse London era essencialmente igual ao da Subclasse Kent, mas com pequenas modificações, principalmente a remoção das protuberâncias antitorpedo e um nível ligeiramente maior de proteção.
O Australia e o Canberra serviram principalmente em águas domésticas nos tempos de paz. A Segunda Guerra Mundial começou em 1939 e o Australia escoltou comboios entre a Austrália e a África, dando apoio em 1940 para a Campanha da Noruega e Batalha de Dacar. O Canberra fez patrulhas em casa e no Oceano Índico. Os dois navios envolveram-se na Campanha do Pacífico a partir de 1942, com o Australia participando da Batalha do Mar de Coral e depois ambos envolvendo-se na Campanha de Guadalcanal, durante a qual o Canberra foi afundado em agosto de 1942 na Batalha da Ilha Savo. A Marinha Real Britânica transferiu o Shropshire para a Marinha Real Australiana depois da perda do Canberra, com os cruzadores pelos anos seguintes participando das Campanhas da Nova Britânia, Ilhas do Almirantado, Nova Guiné, Nova Geórgia e Filipinas. Depois da guerra foram usados como navios-escola até serem desmontados na década de 1950.
| Navio           | Armas principais | Deslocamento | Propulsão                           | Serviço           | Serviço       | Serviço         | Serviço            |
| Navio           | Armas principais | Deslocamento | Propulsão                           | Batimento         | Lançamento    | Comissionamento | Destino            |
| --------------- | ---------------- | ------------ | ----------------------------------- | ----------------- | ------------- | --------------- | ------------------ |
| HMAS Australia  | 8 × 203 mm       | 13 715 t     | 4 turbinas a vapor 31 nós (57 km/h) | agosto de 1925    | março de 1927 | abril de 1928   | Desmontado em 1955 |
| HMAS Canberra   | 8 × 203 mm       | 13 715 t     | 4 turbinas a vapor 31 nós (57 km/h) | setembro de 1925  | maio de 1927  | julho de 1928   | Afundado em 1942   |
| HMAS Shropshire | 8 × 203 mm       | 13 530 t     | 4 turbinas a vapor 31 nós (57 km/h) | fevereiro de 1927 | julho de 1928 | abril de 1943   | Desmontado em 1954 |